# Castro Alves
Castro Alves è un comune del Brasile nello Stato di Bahia, parte della mesoregione Metropolitana de Salvador e della microregione di Santo Antônio de Jesus. Il comune è dedicato all’omonimo poeta